# Dougong

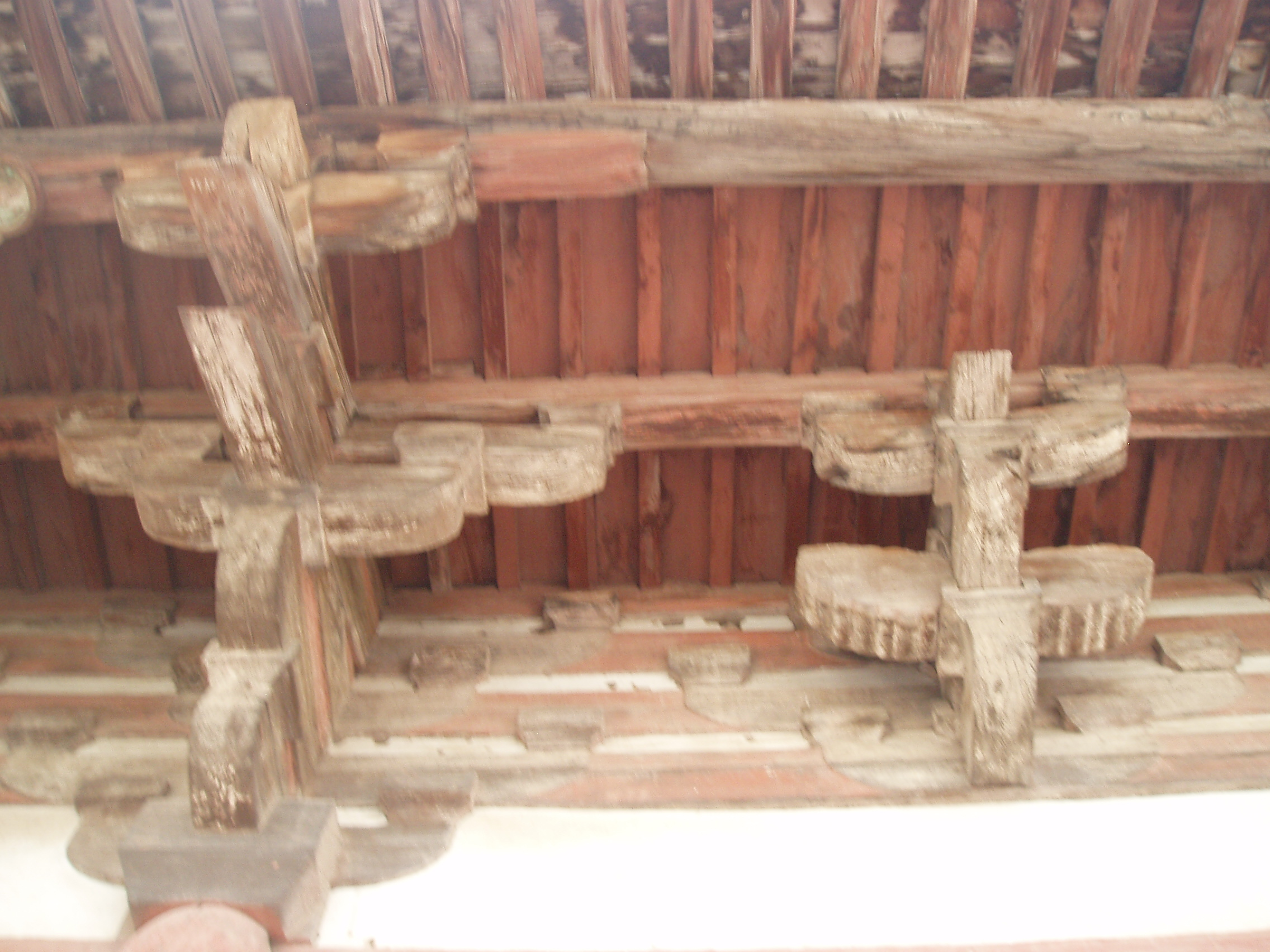
Dougong in der Osthalle des Foguang-Tempels in der Großgemeinde Doucun des Kreises Wutai, erbaut um 857 während der Tangdynastie

Dougong (chinesisch 斗拱, Pinyin dǒugǒng, Jyutping dau2gung2 – „Kappe [und] Block“) ist ein einzigartiges Strukturelement aus mehrteiligen, ineinandergreifenden Hölzern. In einfacher Ausführung an Tragbalken bilden sie einfache Konsolen oder in übereinander wiederholter Form als aufwändige Kragträger. Sie gelten als eines der wichtigsten Elemente in der traditionellen chinesischen Architektur.
Die Verwendung von Dougong erschien zuerst in Gebäuden der späten Jahrhunderte v. Chr. und entwickelte sich zu einem Kragarmsystem, das Säulen und Balken mit dem Dachrahmen verband. Dougong wurde im alten China während der Frühlings- und Herbstperiode (770–476 v. Chr.) häufig verwendet. Die Entwicklung erreichte ihren Höhepunkt während der Tang- und Song-Dynastien. Die Teile können aufgrund der Präzision und Qualität der Arbeiten, alleine durch handwerkliche Holzverbindungen, ohne Klebstoffe oder metallische Verbindungsmittel zusammengebaut werden. Nach der Song-Dynastie hatten die Strukturelemente eher dekorative Bedeutung, wenn sie in palastartigen Bauten und wichtigen religiösen Gebäuden verwendet wurden, sind also nicht mehr mit den traditionellen „Dougong“ zu vergleichen.

## Funktion

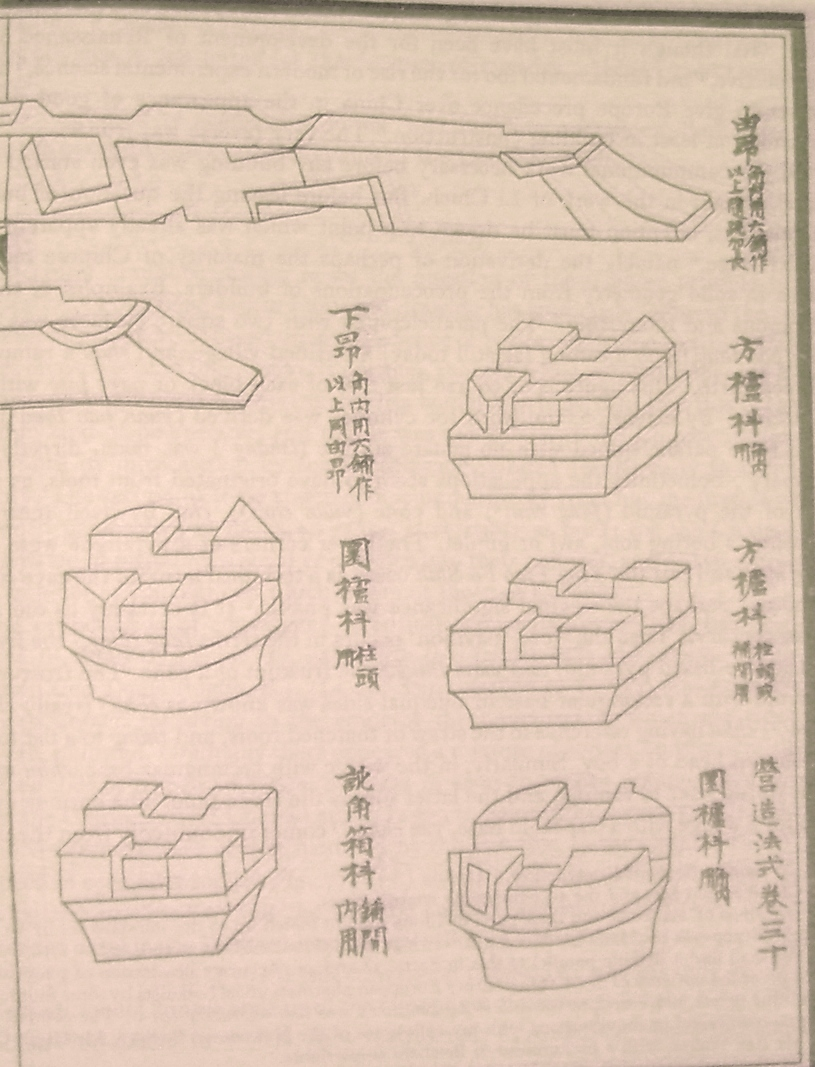
Diagramm der Kragarme aus dem Bauhandbuch Yingzao Fashi (1103) der Song-Dynastie

Dougong sind Verbindungselemente, die für die Holzrahmenkonstruktion eines traditionellen chinesischen Gebäudes unerlässlich sind, da die Wände in diesen Bauwerken nicht tragend sind (Vorhangwände) und manchmal aus Gitterwerk, Schlamm oder anderen empfindlichen Materialien bestehen. Die Wände haben dabei die Funktion, Räume abzugrenzen, anstatt Lasten zu tragen.
Mehrere ineinandergreifende Bracketsätze werden gebildet, indem ein großer quadratischer Holzblock (dou) auf einem tragenden Balken platziert wird, um eine solide Basis für den horizontal liegenden Jochbalken (gong) zu schaffen, die den Balken oder einen anderen Gong darüber stützen. Die Funktion von „dougong“ besteht darin, das Gewicht der horizontalen Balken, die die tragenden Elemente (Säulen, Balken) überspannen, verstärkt zu unterstützen, indem das Gewicht der horizontalen Balken über einen größeren Bereich auf die Säulen übertragen wird. Dieser Vorgang kann mehrmals wiederholt werden und über mehrere Stockwerke verlaufen. Durch das Hinzufügen mehrerer solcher ineinandergreifenden Bausätze oder „Dougong“ werden die horizontalen Balken bei der Übertragung ihres Gewichts auf eine Säule weniger beansprucht. Mehrere Dougong erlauben auch, dass derartige Bauten weniger starr sind und damit den Belastungen durch Erdbeben besser widerstehen.
Während der Ming-Dynastie kam es zu einer Innovation durch die Erfindung neuer Holzkomponenten, die Dougong beim Tragen des Daches unterstützten. Dies ermöglichte es Dougong, Gebäuden in der traditionellen chinesischen Integration von Kunst und Funktion ein dekoratives Element hinzuzufügen. Die Bausätze wurden kleiner und zahlreicher. Die Dougong konnten unter Dachvorsprüngen eingehängt werden, die wie anmutige Blumenkörbe wirken und gleichzeitig das Dach stützen.
Der Bao’en-Tempel von Pingwu in Sichuan ist ein gutes Beispiel für den Ming-Stil. Er hat 48 Typen und 2200 Sets Dougong, die ihn unterstützen und verzieren. Es handelt sich um einen gut erhaltenen Klosterkomplex aus dem 15. Jahrhundert im Nordwesten der Provinz Sichuan, China. Er wurde von Wang Xi, einem lokalen Machthaber, zwischen 1440 und 1446 während der Herrschaft von Kaiser Yingzong (1427–1464) in der Ming-Dynastie (1368–1644) erbaut.

## Das Bausystem in Japan

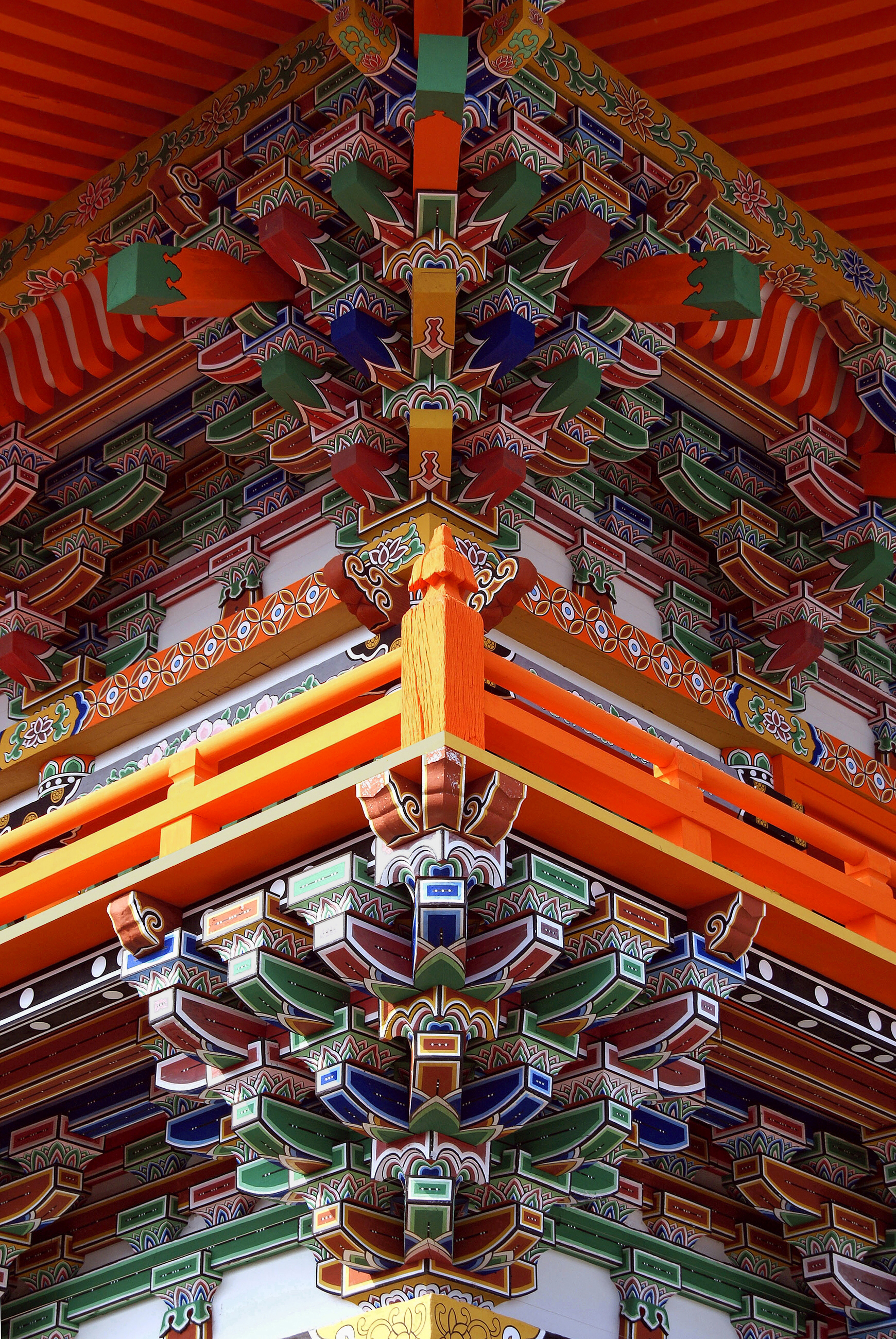
Bunter Dougong, der eine Struktur des Sagami-ji, Japan, stützt

Die mehrteiligen Kragarmsysteme werden in Japan Tokyō (japanisch 斗拱) genannt: dou (chin. 斗) heißen dort daito (jap. 大斗) und gong (chin. 拱) werden als hijiki (jap. 肘木) bezeichnet. Daher ist auch der Begriff daitohijiki (jap. 大斗肘木) gängig. Im Chinesischen als dou und gong ist daher zusammen auch als dougong bekannt.

## Zeitgenössische Ansätze zur Weiterentwicklung des Tragsystems
Mit The House of Three Trees schufen die Architekten und Bauforscher JK-AR aus Soul ein Pilotprojekt, mit dem das historische Tragsystem unter Nutzung heutiger digitaler Entwurfs- und Fertigungstechniken weiterentwickelt wurde.
Beim Green Building Supermarkt Wiesbaden-Erbenheim wurden ressourcenschonende und zukunftsweisende Potenziale des Holzbaus und des Fertigbaus entwickelt. Beim Gebäudetragwerk wird auf Wiederverwertbarkeit und CO2-Speicherung gesetzt.

## Galerie

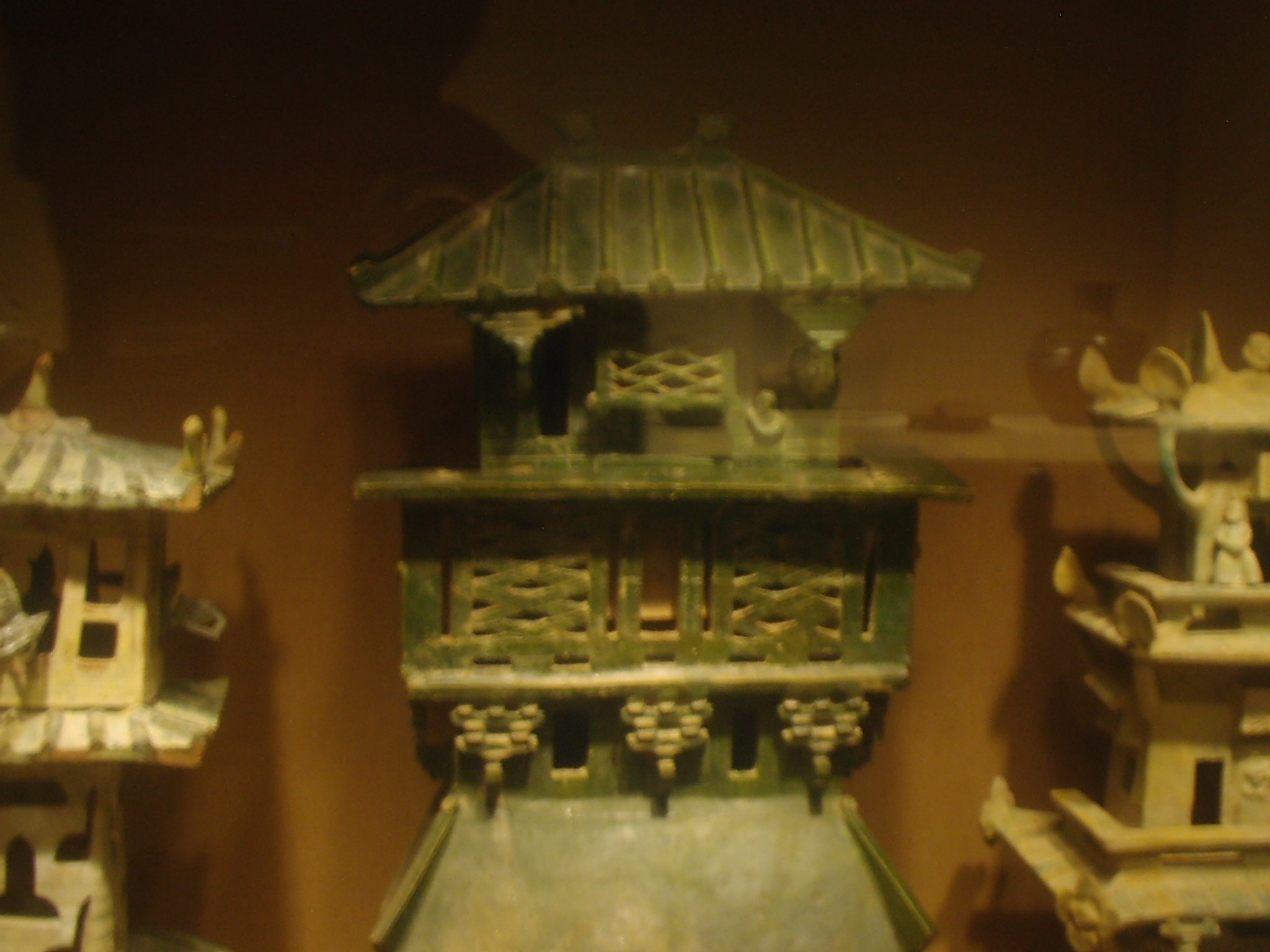
Dougong Kragarmsystem Eastern Han (25–220 v. Chr.) Ära Architekturmodell eines Wachturms
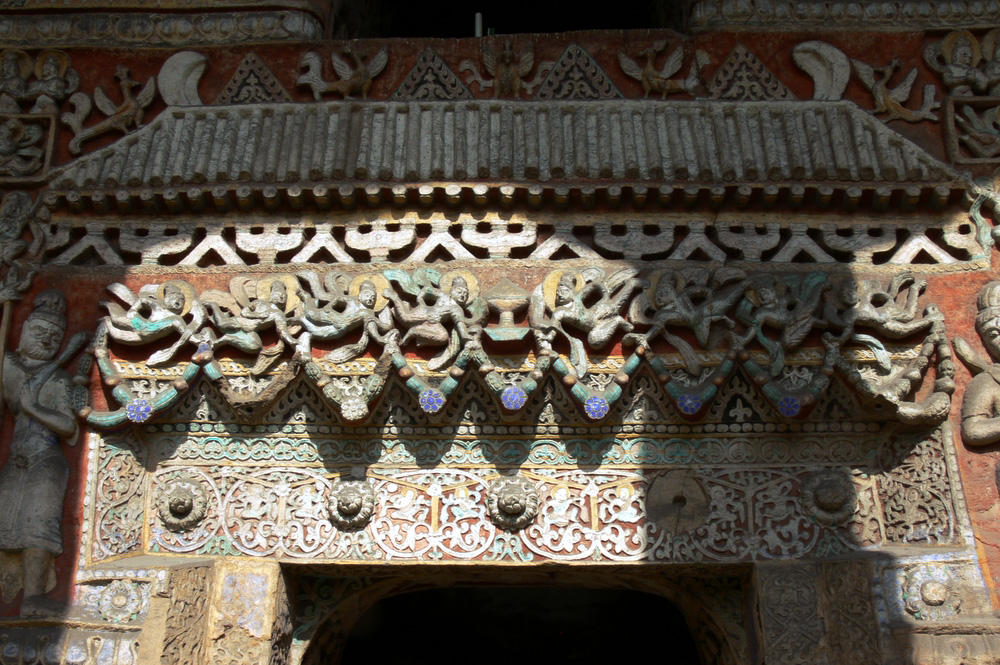
Ein steingeschnitztes Relief über einem Höhleneingang der Yungang-Grotten (Provinz Shanxi) zeigt eine Nachahmung des Dougong-Kragarmsystems, Nördliche Wei-Dynastie (386–535 v. Chr.)
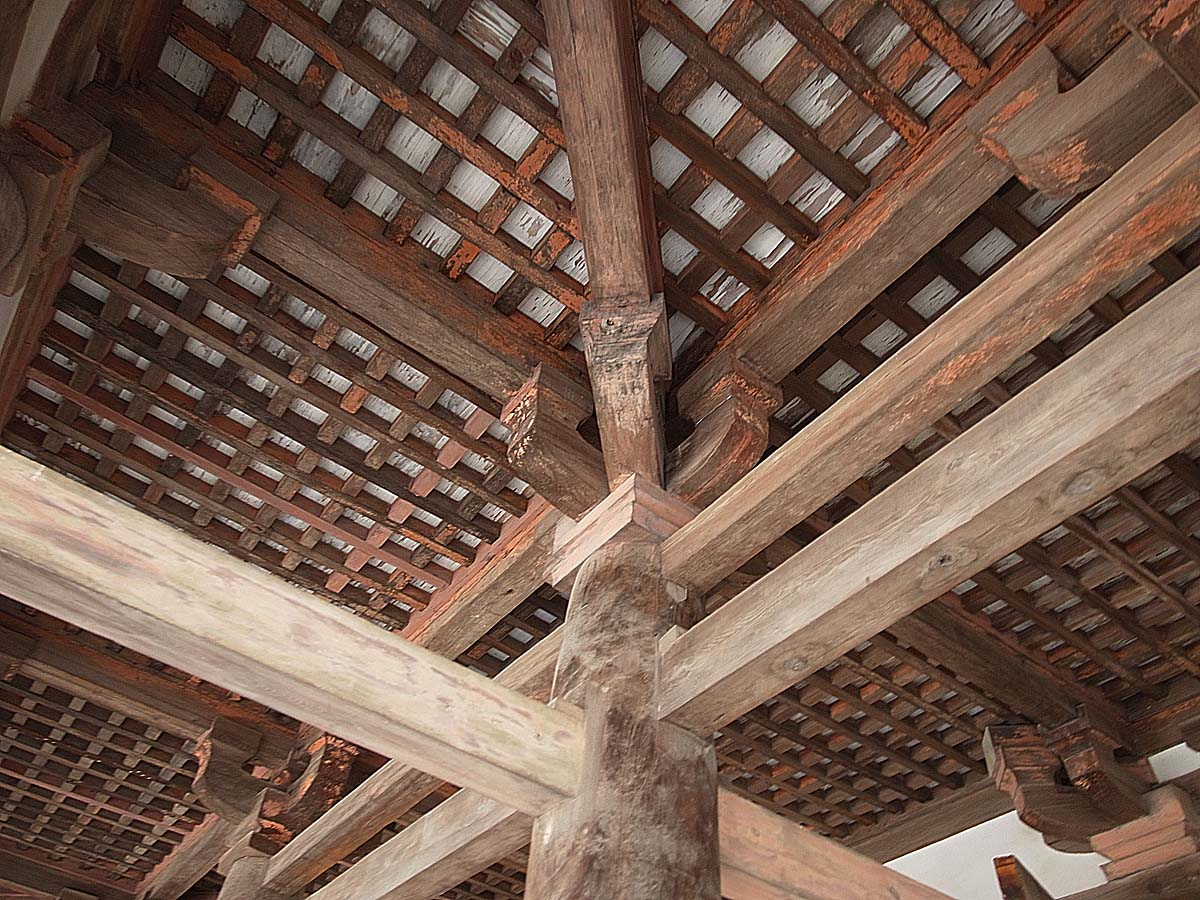
Dougong in Japan
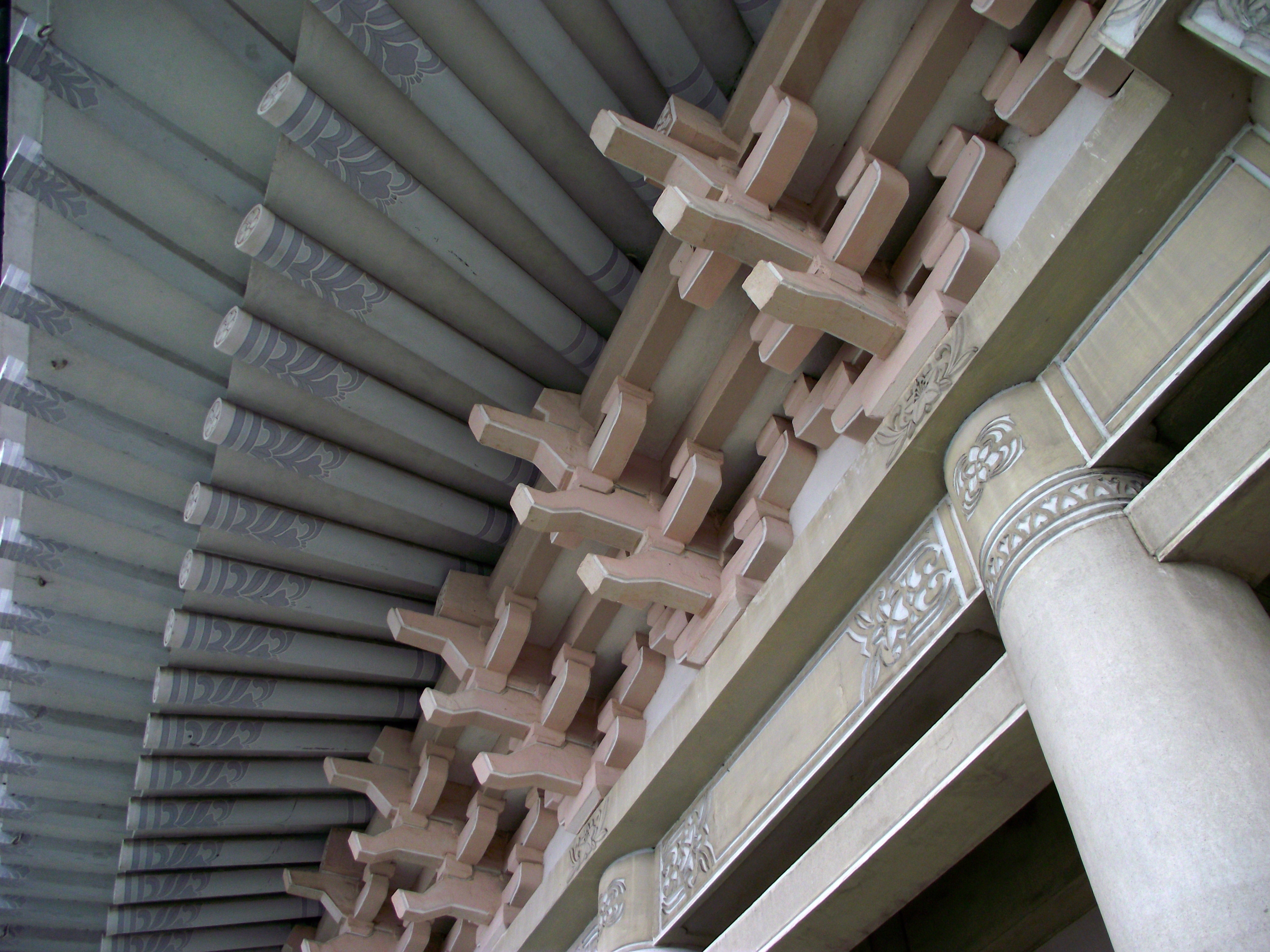
Dougong in Nordkorea
Dougong in Südkorea
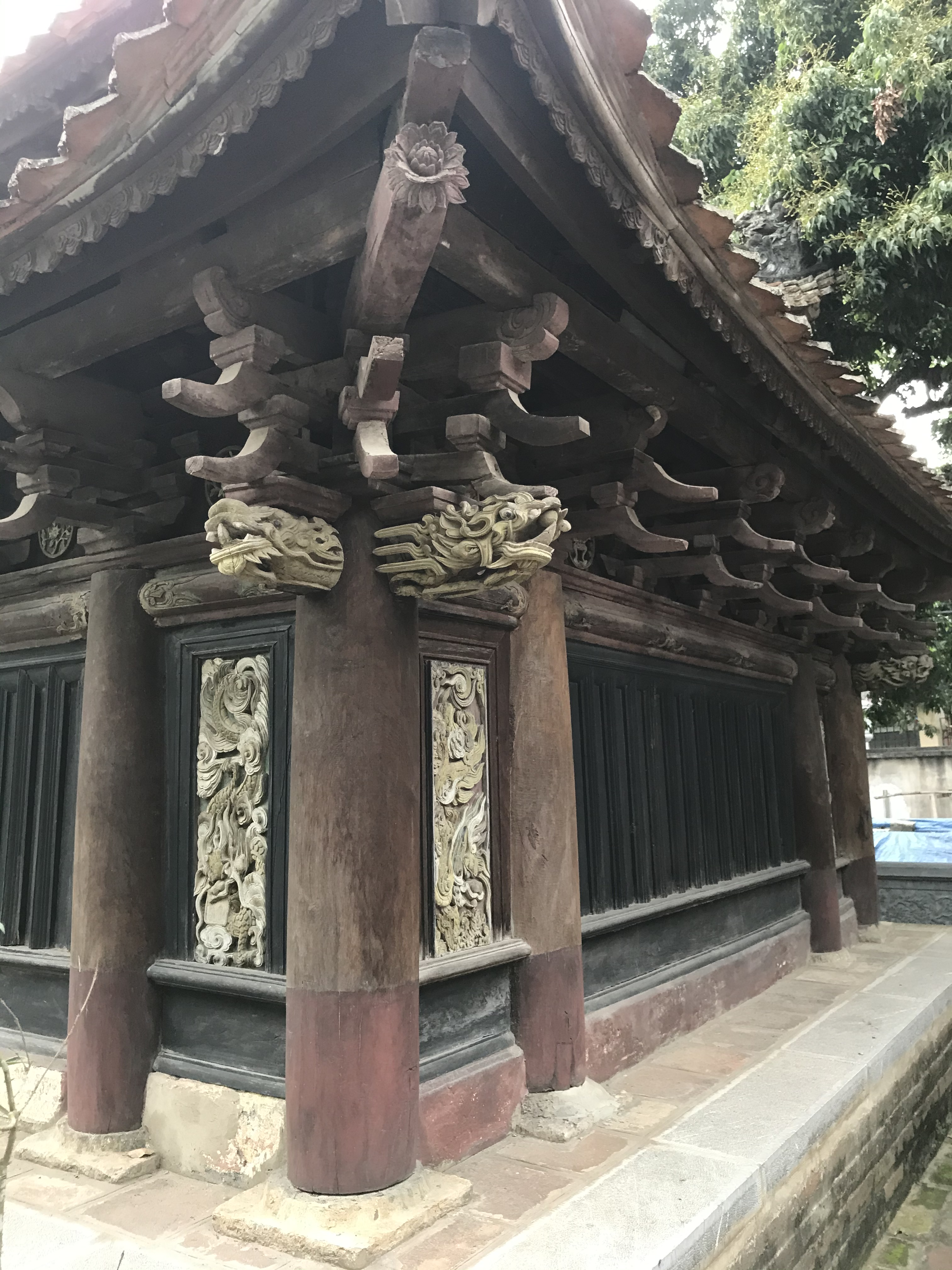
Dougong in Vietnam